# Organización Africana de Productores de Petróleo
La Organización Africana de Productores de Petróleo (APPO, por sus siglas en inglés; African Petroleum Producers' Organization; Organisation Africaine des Producteurs Pétroliers en francés; Organização dos Produtores Africanos de Petróleo en portugués y المنظمة الأفريقية لمنتجي البترول en árabe) es una organización de países africanos productores de petróleo. Fue creado el 27 de enero de 1987 en Lagos, Nigeria, para servir como plataforma de cooperación y armonización de esfuerzos, colaboración, intercambio de conocimientos y habilidades entre los países africanos productores de petróleo.
La sede de la organización está en Brazzaville en la República del Congo. La organización cambió su nombre de Asociación Africana de Productores de Petróleo a Organización Africana de Productores de Petróleo en 2017. La fundación de APPO fue encabezada por Nigeria como un esfuerzo para mitigar la dependencia de la nación de la tecnología occidental y los mercados occidentales para los ingresos por exportaciones de petróleo. El objetivo de la APPO es promover la cooperación en investigación y tecnología petroquímica.

## Miembros
Los siguientes estados africanos son miembros de la Organización Africana de Productores de Petróleo:
| Bandera                                    | Estado                          | Año de entrada | Referencias |
| ------------------------------------------ | ------------------------------- | -------------- | ----------- |
| Bandera de Argelia                         | Argelia                         | 1987           | [ 2 ]       |
| Bandera de Angola                          | Angola                          | 1987           | [ 2 ]       |
| Bandera de Benín                           | Benín                           | 1987           | [ 2 ]       |
| Bandera de Camerún                         | Camerún                         | 1987           | [ 2 ]       |
| Bandera de Chad                            | Chad                            | 2005           | [ 2 ]       |
| Bandera de República del Congo             | República del Congo             | 1987           | [ 2 ]       |
| Bandera de República Democrática del Congo | República Democrática del Congo | 1989           | [ 3 ]       |
| Bandera de Costa de Marfil                 | Costa de Marfil                 | 1989           | [ 3 ]       |
| Bandera de Egipto                          | Egipto                          | 1989           | [ 3 ]       |
| Bandera de Guinea Ecuatorial               | Guinea Ecuatorial               | 1996           | [ 2 ]       |
| Bandera de Gabón                           | Gabon                           | 1987           | [ 2 ]       |
| Bandera de Libia                           | Libia                           | 1987           | [ 2 ]       |
| Bandera de Mauritania                      | Mauritania                      | 2008           | [ 4 ]       |
| Bandera de Niger                           | Niger                           | 2012           | [ 2 ]       |
| Bandera de Nigeria                         | Nigeria                         | 1987           | [ 2 ]       |
| Bandera de Sudáfrica                       | Sudáfrica                       | 2005           | [ 2 ]       |
| Bandera de Sudán                           | Sudán                           | 2008           | [ 4 ]       |
| Bandera de Senegal                         | Senegal                         | 2022           | [ 5 ]       |
| Bandera de Namibia                         | Namibia                         | 2022           | [ 5 ]       |
| Bandera de Ghana                           | Ghana                           | 2022           | [ 5 ]       |

Los siguientes estados son miembros observadores de la Organización Africana de Productores de Petróleo:
| Bandera              | Estado    | Año de entrada | Referencias |
| -------------------- | --------- | -------------- | ----------- |
| Bandera de Venezuela | Venezuela | 2021           | [ 5 ]       |